# Van Dusseldorp de Superville
Van Dusseldorp de Superville is een oorspronkelijk uit de Béarn afkomstig geslacht waarvan leden sinds 1847 tot de Nederlandse adel behoren en dat in 1866 uitstierf.

## Geschiedenis
De stamreeks begint met Jean de Superville die promoveerde tot medisch doctor in Basel in 1587 en lijfarts werd van koning Hendrik IV van Frankrijk. Zijn achterkleinzoon Jacques de Superville (1659-1732) vluchtte in oktober 1686 naar de Nederlanden en werd wijnkoper te Rotterdam. Diens zoon Jacques de Superville (1695-1731), poorter van Amsterdam in 1725, trouwde in 1719 met Sara Maria van Dusseldorp (1700-1767). Hun kleinzoon Johan Willem, heer van Poppenroedeambacht (1763-1819) nam de naam Van Dusseldorp de Superville aan. Hun zoon werd bij Koninklijk Besluit van 17 juli 1847 verheven in de Nederlandse adel; hij bleef ongetrouwd en met hem stierf het geslacht derhalve in 1866 uit.

## Enkele telgen
Jacques de Superville (1695-1731), koopman, poorter van Amsterdam in 1725; trouwde in 1719 met Sara Maria van Dusseldorp (1700-1767)
- Jacques de Superville (1729-1763), directeur van de Directie van de Levantse handel en de Navigatie op de Middellandse Zee
  - Johan Willem van Dusseldorp de Superville, heer van Poppenroedenambacht (1763-1819), raad in de vroedschap en schepen van Middelburg
    - Jhr. mr. Daniël Marius van Dusseldorp de Superville, heer van Ter Hooghe (1801-1866), lid van provinciale staten van Zeeland, rechter, oudheidkundige